# 陸軍軍官學校校歌
陸軍軍官學校校歌也稱黃埔校歌，是陸軍軍官學校（黃埔軍校）的校歌。
1924年6月，黄埔军校校部颁布了一首校歌，政治部主任戴季陶所作，校长蒋介石曾在全校大会上带头唱起这首校歌，歌词如下：
莘莘学生，亲爱精诚，三民主义，是我革命先声。
革命英雄，国民先锋，再接再厉，继续先烈成功。
同学同道，乐遵教导，终始生死，毋忘今日本校。
以血洒花，以校作家，卧薪尝胆，努力建设中华。
1926年11月，熊雄担任黄埔军校政治部主任，邀請陈祖康創作新校歌歌詞，林慶培譜曲。这首新的校歌刊登在1927年1月19日的《黄埔日刊》上，該校歌一直沿用至陸軍軍官學校在臺復校後。該校歌歌词如下：
怒潮澎湃，黨旗飛舞，這是革命的黃埔！
主義需貫徹，紀律莫放鬆，預備做奮鬥的先鋒！
打條血路，引導被壓迫民眾。
攜著手，向前行，路不遠，莫要驚。
親愛精誠，繼續永守，發揚吾校精神，發揚吾校精神。